# Lennequelle
Koordinaten: 51° 10′ 47,1″ N, 8° 29′ 4,1″ O

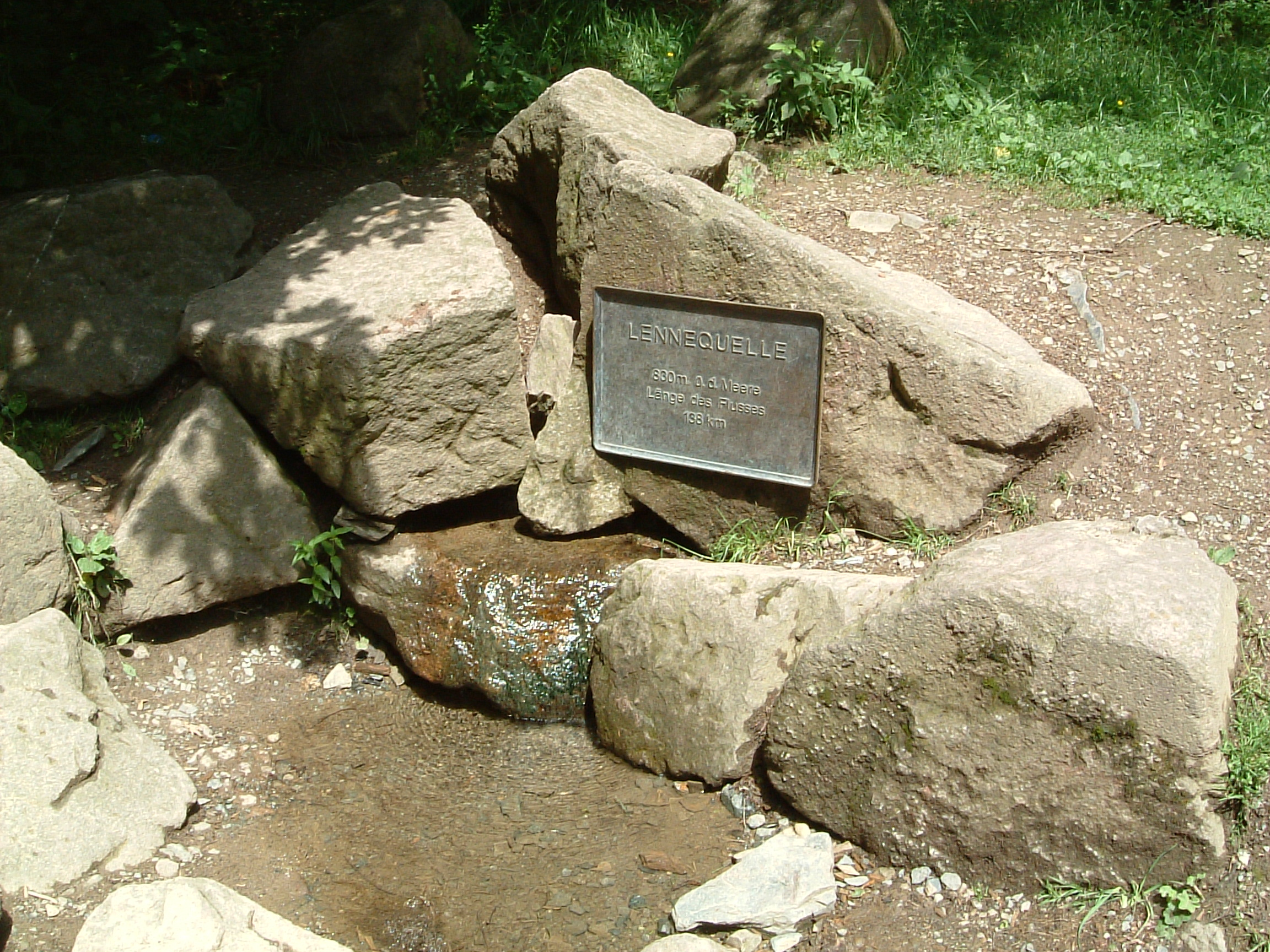
Die Lennequelle im Sommer (vor Entnahme von Gehölzen)…

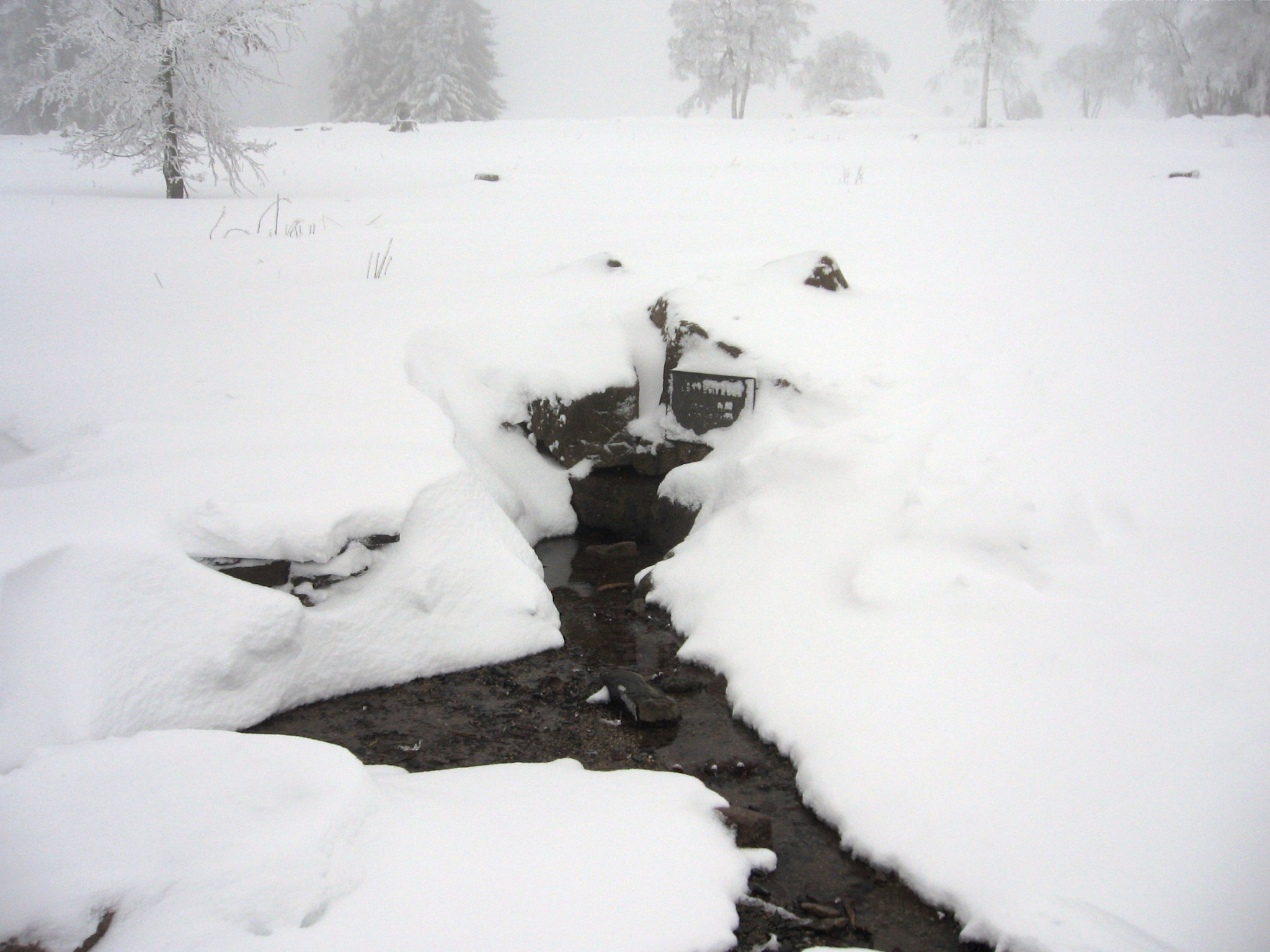
…und im Winter (nach Entnahme von Gehölzen)

Die Lennequelle im Rothaargebirge ist die nahe der Winterberger Kernstadt auf dem Kahlen Asten im nordrhein-westfälischen Hochsauerlandkreis (Deutschland) liegende Quelle der 129 km langen Lenne, die im äußeren Norden der im Ruhrgebiet gelegenen Stadt Hagen in die Ruhr mündet. Mit ihrer Höhenlage auf 825 m ü. NHN ist sie die höchstgelegene Quelle Nordwestdeutschlands.

## Geographie

### Lage
Die Lennequelle liegt im Nordteil des Rothaargebirges im westfälischen Sauerland. Sie entspringt nahe dem Gipfel des 841,9 m hohen Kahlen Astens und etwa 315 m westlich des in Gipfelnähe stehenden Aussichtsturms Astenturm auf 825 m Höhe. Im Naturpark Sauerland-Rothaargebirge befindet sie sich rund 3,6 km (jeweils Luftlinie) südwestlich der Innenstadt von Winterberg, in dessen Gemarkung sie liegt, 1,6 km südöstlich von Altastenberg und 1,1 km nordnordöstlich von Lenneplätze, die beide zu Winterberg gehören. Die dort entspringende Lenne fließt anfangs steil talwärts in Richtung Westfeld, einem Ortsteil von Schmallenberg.
Direkt südlich vorbei an der Lennequelle verläuft der Fernwanderweg Rothaarsteig. In ihrer Umgebung und auf der Gipfelregion des Kahlen Asten sind weitere Wege angelegt, unter anderem der wie der Steig durch die Hochheide des Berges und auch die Quelle passierende Lehrpfad Kahler Asten.

### Naturräumliche Zuordnung
Die Lennequelle gehört in der naturräumlichen Haupteinheitengruppe Süderbergland (Nr. 33) in der Haupteinheit Rothaargebirge (mit Hochsauerland) (333) und in der Untereinheit Winterberger Hochland (333.5) zum Naturraum Astenturm (333.54).

### Rhein-Weser-Wasserscheide
Die Lennequelle liegt nahe der über den Kahlen Asten verlaufenden Rhein-Weser-Wasserscheide. Während das Wasser der auf dem Südosthang des Berges entspringenden Odeborn durch die Eder und Fulda letztlich nordostwärts der Weser zufließt, verläuft jenes der auf dem gipfelnahen Südwesthang des Berges entspringenden Lennequelle durch die Lenne und Ruhr nach Westen in den Rhein.

## Schutzgebiete
Die Lennequelle liegt im Naturschutzgebiet (NSG) Kahler Asten (Winterberg) (CDDA-Nr. 82021), das (zuletzt) 2008 mit 48,6 ha Fläche ausgewiesen wurde. Wenige Meter südöstlich der Quelle befindet sich etwa auf deren Höhenlage das NSG Kahler Asten (Schmallenberg) (CDDA-Nr. 389798, 2008; 1,23 ha). Zudem liegt wenige Meter südwestlich unterhalb der Quelle entlang der Lenne das NSG Oberes Lennetal (LP Schmallenberg) (CDDA-Nr. 389846; 2008; 25,58 ha), an das sich etwas flussabwärts das NSG Oberes Lennetal (LP Winterberg) (CDDA-Nr. 389847; 2006; 6,33 ha) anschließt. Außerdem befindet sich die Quelle im FFH-Gebiet Kahler Asten (FFH-Nr. 4816-303; 52,99 ha). Quellnahe Landschaftsschutzgebiete (LSG) sind: Schmallenberg SO (CDDA-Nr. 555555146; 2005; 112,9385 km²) und Skigebiet Kahler Asten (Typ C; CDDA-Nr. 386344; 2005; 4,63 ha).

## Quelle und Wasserführung
Die Lennequelle ist eine Störungsquelle (Grenze zwischen Asten-Schichten und Oberen Fredeburg-Schichten), weist jedoch im Vergleich zu anderen Störungsquellen im Rothaargebirge (wie Sombornquelle, Ilsequelle) eine sehr schwache Schüttung auf. Dies liegt unter anderem auch am kleinen Einzugsgebiet, da der Astengipfel nur wenige hundert Meter entfernt ist. In heißen Sommermonaten kann die Quelle zeitweise trockenfallen und deshalb als intermittierende Quelle bezeichnet werden.
Das Quellwasser quillt zwischen mehreren großen, künstlich vor Ort abgelegten Quarzkeratophyrbrocken aus einem versteckten Drainagerohr hervor. Neben der Quelle befinden sich Sitzbänke, zwischen denen das Wasser zwischen kleinen Steinbrocken herabrinnt.
Am Wasseraustritt der Quelle wurde ein Metalltafel mit dieser Inschrift angebracht: „LENNEQUELLE – 830 m ü.d.Meere – Länge des Flusses 138 km“. Beide genannten Werte, Höhe und Länge, weichen von den in der Deutschen Grundkarte und in Gewässerstationierungkarten ersichtlichen Angaben (825 m und 129 km) ab. Die 830-m-Höhenlinie verläuft etwa 55 m nordöstlich der Quelle.